# عبدالمجید اولمرس
عبدالمجید اولمرس (انگلیسی: Abdelmajid Oulmers؛ زادهٔ ۱۲ سپتامبر ۱۹۷۸) بازیکن فوتبال اهل مراکش است.
از باشگاه‌هایی که در آن بازی کرده‌است می‌توان به باشگاه فوتبال رویال شارلوا، باشگاه فوتبال لانس، و باشگاه فوتبال آمیان اشاره کرد.
وی همچنین در تیم ملی فوتبال مراکش بازی کرده‌است.